# Jacques-François de Choiseul
 (mars 2015).
Pour les articles homonymes, voir Choiseul et Beaupré.
Jacques-François de Choiseul-Beaupré, marquis de Beaupré, seigneur de Daillecourt, de Bourdon et de Jonchery (1629-1686), est un militaire français.

## Biographie

### Origines et famille
Jacques-François de Choiseul-Beaupré est le fils d'Antoine de Choiseul-Beaupré, capitaine-major, commandant dans le régiment de cavalerie du Duc d'Orléans et de Marie de Ravenel (née en 1605 et décédée à Daillecourt, le 10 janvier 1678).

### Carrière militaire
En 1648, Jacques-François accompagne son père à la bataille de Lens. Au cours de cette bataille, son père est blessé et fait prisonnier, le 26 août 1648, avant de mourir de ses blessures peu de temps plus tard. La compagnie que dirigeait son père revient alors au jeune Jacques-François qui devient Capitaine de cavalerie au Régiment du Duc d'Orléans.
En 1667, il crée le 4e Régiment de Dragons sous le nom de Beaupré-Cavalerie. Il devient en 1659, premier capitaine-major de ce régiment. Il est maître de camp d'un régiment de cavalerie, il est créé brigadier en 1675.
Le 24 décembre 1680, il obtient la troisième lieutenance générale au gouvernement de la province de Champagne dans le département de Bassigny, Vitry[Lequel ?], Saint-Dizier, Joinville, Sainte-Menehould, Chaumont, Bar-sur-Aube, Nogent, Vézelay, vacante depuis la mort du marquis de Bourbonne.
Inspecteur général de la cavalerie dans le Hainaut, gouverneur de la ville et du château de Dinant, il est fait maréchal de camp des armées en 1683.
Jacques-François de Choiseul décède en 1686. Son cœur est conservé dans le monument funéraire situé à l'intérieur de l'église Saint-Martin de Daillecourt (Haute-Marne).

### Mariage et descendance
Le 1er juillet 1659, il épouse Anne-Marie de Châtelet de Fresnières (1644-1705), sa cousine au quatrième degré alors âgée de seulement 15 ans, fille de Laurent du Châtelet (en Artois), seigneur de Fresnières & de Levigny, gentilhomme ordinaire de la chambre du Roi, et de Catherine Favier, sa seconde femme. Anne-Marie décède le 6 mai 1705, à 61 ans, en l'abbaye royale de Poulangy.
Ensemble, ils ont ensemble douze enfants (cinq garçons et sept filles) :
- Antoine-Clériadus de Choiseul-Beaupré, Marquis de Beaupré, né le 10 mai 1664 à Daillecourt (Haute-Marne), décédé en son château de Daillecourt le 19 avril 1726
- François-Joseph de Choiseul, né le 23 septembre 1665, reçu chevalier de l'ordre de Saint-Jean de Jérusalem au grand prieuré de Champagne en 1684, capitaine dans le régiment des cuirassiers, tué à la bataille de Nerwinde le 29 juillet 1693 ;
- Charles-Marie de Choiseul-Beaupré, né à Daillecourt, le 9 février 1667, nommé abbé commendataire de l'abbaye de Notre-Dame de Launoy, diocèse de Beauvais en mai 1681, il est reçu chanoine de l'église métropolitaine de Paris au mois de septembre 1698. Mort le 24 janvier 1699, à l'âge de 27 ans, il est inhumé dans la même église ;
- Gabriel de Choiseul-Beaupré, né le 4 février 1684 à Fresnière (Oise), capitaine des grenadiers du régiment d'Agénois, blessé à la bataille de Höchstädt, le 13 août 1704, il meurt le 19 septembre 1704 à Richardménil chez son beau-frère où il est inhumé le lendemain.
- Gabriel-Florent de Choiseul-Beaupré, né le 16 juin 1685 à Dinant (Belgique), nommé abbé commendataire de l'abbaye de Notre-Dame de Tironneau, ordre de Cîteaux, diocèse du Mans, le 23 décembre 1706, et de celle de sainte Colombe, ordre de Saint-Benoît, diocèse de Sens, le 31 mars 1714, aussi aumônier du roi. Il fut nommé à l'évêché de Saint-Papoul en mai 1716 et sacré le 17 juillet 1718. Il harangue le roi à Versailles à la tète des députés des états de la province de Languedoc le 17 août 1722. Il assiste le 17 octobre suivant au sacre du roi, ainsi qu'à l'assemblée générale du clergé, tenue à Paris en 1723, en sa qualité de député de la province de Toulouse et de la province d’Albi. Il est transféré le 17 octobre de la même année, à l'évêché de Mende en Gévaudan, qui est proposé pour lui à Rome par le cardinal Ottoboni les 20 décembre 1723, 11 septembre 1724.Il décède à Mende (Lozère) le 7 juillet 1767.
- Catherine de Choiseul-Beaupré née le 22 août 1660 à Fresnières (Oise), mariée à Sébastien Félicien de Sommyevre, comte d'Ampilly, et restée veuve de lui en 1720
- Antoinette de Choiseul-Beaupré, née le 26 septembre 1661 à Daillecourt, religieuse de l'ordre de Saint-Dominique à Toul, nommée par le roi, au prieuré du monastère de Prouilhe (Commune de Fanjeaux dans l'Aude) du même ordre, diocèse de Saint-Papoul, où elle meurt le 5 janvier 1723;
- Anne Germaine de Choiseul-Beaupré, née le 20 janvier 1663 à Daillecourt, religieuse ursuline à Bar-sur-Aube
- Françoise Charlotte Marie Anne de Choiseul-Beaupré, née le 2 juillet 1669 à Daillecourt, religieuse Carmélite à Chaumont en Bassigny;
- Marguerite Charlotte Gabrielle de Choiseul-Beaupré, damoiselle de Beaupré, née le 5 octobre 1672 à Daillecourt, décédée à Châlons-en-Champagne le 22 février 1754
- Françoise Élisabeth Gabrielle de Choiseul-Beaupré, née le 7 janvier 1676 à Daillecourt, chanoinesse à Poulangy, morte en 1750 ;
- Françoise Christine de Choiseul-Beaupré, née le 26 mars 1680 à Daiilecourt, mariée le 24 mars 1698 à Ludres (Meurthe-et-Moselle) à Louis de Ludres, Comte de Ludres, Marquis de Bayon, comte d'Afrique, Seigneur de Richardménil et de Messin, chambellan du duc Léopold de Lorraine. Elle décède à Épinal (Vosges) le 3 mars 1762